# Campeonato Paraense de Futebol de 2015

O Campeonato Paraense de Futebol de 2015 foi a 103ª edição da principal divisão de futebol do Pará. O campeonato se dividiu em duas fases, a preliminar que vai de 8 de novembro ao dia 6 de dezembro de 2014, e a principal que se iniciou no começo de janeiro e vai até meados de maio.
Os três primeiros colocados ganham vaga na Copa do Brasil de 2016 e na Copa Verde de 2016, e o melhor colocado ganha vaga na Série D de 2015, exceto Paysandu que disputa a série B e Águia de Marabá que disputa a série C.

## Regulamento

### Primeira fase
As dez equipes são divididas em dois grupos (A1 e A2), onde eles jogam entre si por cinco rodadas. Os dois melhores de cada grupo, vão a semifinal e o restante (as seis equipes não classificadas) serão rebaixada para a segunda divisão. As quatro equipes classificadas, vão disputar a semifinal, os dois jogos serão únicos, os times que vencerem seus jogos, disputarão a final, também em jogo único, e o vencedor desse jogo, será considerado campeão da Taça ACLEP. As quatro equipes que se classificaram para a semifinal, garantem vaga para a segunda fase.

### Segunda fase
Na segunda fase, os times serão divididos em dois grupos (A1 e A2) e tem a participação de 10 times, 6 foram definido no campeonato do ano anterior (Cametá, Independente, Paragominas, Paysandu, Remo e São Francisco e mais 4 que serão definidos na primeira fase. o 1° Turno, os times jogarão entre si nos grupos, e os dois melhores classificados de cada grupo vão disputar a semifinal e final em jogo único. No 2° Turno, os do grupo A1, enfrentarão os do grupo A2, os dois melhores de cada grupo, disputarão semifinal e final em jogo único. Tanto o campeão do 1° turno, quanto o do 2° turno irão disputar a final.

### Final
Os dois campeões de cada turno se enfrentam disputando o título em duas partidas. Se o campeão do primeiro turno ganhar o segundo turno, o mesmo será declarado campeão automaticamente. Os campeões dos dois turnos, além do terceiro colocado geral terão o direito de disputar a Copa do Brasil de 2016 e a Copa Verde de 2016. O melhor colocado entre os dez times ganha direito a disputar a Série D, exceto Águia de Marabá que disputa a Série C e Paysandu, que disputa a Série B

### Critérios de desempate
1. Número de vitórias
2. Saldo de gols
3. Gols marcados
4. Confronto direto
5. Sorteio